# Glass Hammer
Glass Hammer es una banda de rock progresivo originaria de Chattanooga (Tennessee, EE. UU.), formada en 1992 por los multinstrumentistas Steve Babb (luego conocido como Stephen DeArqe) y Fred Schendel. 

## Historia
Schendel y Babb comenzaron a grabar su primer álbum en 1992, y lo titularon Journey of the Dúnadan. Es un álbum conceptual basado en la figura de Aragorn, personaje de El Señor de los Anillos de J. R. R. Tolkien. Para su sorpresa, el álbum vendió varios miles de copias, especialmente vía Internet, compra por televisión y por catálogo, y ambos músicos decidieron continuar con su proyecto. 
Mientras que varios músicos han sido miembros de la formación a lo largo de su historia, Babb y Schendel han permanecido firmes en todas las alineaciones. Ambos músicos son capaces de tocar una gran variedad de instrumentos, pero Babb se concentra más fuertemente en sus dotes como bajista y teclista, y Schendel en la guitarra, la percusión y a veces el teclado. También son capaces de cantar, aunque han contratado a varios vocalistas para librarles de este papel y concentrarse en sus respectivos instrumentos.
Líricamente, los temas a los que más recurre la banda son los fantásticos, nombrando a menudo a autores como J. R. R. Tolkien o C. S. Lewis, y a su fe cristiana. Aunque Babb y Schendel han intentado desmarcarse del rock cristiano, su álbum Lex Rex está basado en la figura de un soldado romano que se encuentra con Jesús.
Musicalmente, sus influencias más claras son las aportadas por Yes, Kansas, Emerson, Lake & Palmer y Genesis. En su álbum Chronometree hacen referencia a todas estas bandas.

## Formación

### Actual
- Fred Schendel: teclado, guitarras y voz;
- Steve Babb: teclado, bajo y voz;
- Carl Groves: vocalista principal;
- David Wallimann: guitarra;
- Susie Bogdanowicz: vocalista principal;
- Matt Mendians: batería;
- The Adonia String Trio, trío de cuerda:
  - Rebecca James: violín;
  - Susan Whitacre: viola;
  - Rachel Hackenberger: violonchelo.

Estos miembros han colaborado en numerosas actuaciones de la banda, pero no pueden ser considerados como miembros plenos de ella:
- Walter Moore: voz, y guitarra sólo en conciertos;
- Sarah Snyder: voz;
- Bethany Warren: voz;
- Flo Paris: voz;
- Eric Parker: guitarra acústica.

### Antiguos miembros
- Michelle Young: voz;
- David Carter: guitarra;
- Brad Marler: voz principal en Chronometree.

## Discografía
- 1993: Journey of the Dúnadan, ópera rock basada en la figura de Aragorn, de El Señor de los Anillos.
- 1995: Perelandra, basado en obras de C. S. Lewis como las Crónicas de Narnia o la Trilogía cósmica.
- 1997: Live and Revived, canciones en directo y no editadas en sus anteriores álbumes.
- 1998: On to Evermore, acerca de un escultor y Arianna, una estatua realizada por él mismo.
- 2000: Chronometree, álbum conceptual acerca de un chico, Tom, que cree oír voces de alienígenas a través de la música de grupos de rock progresivo de los '70.
- 2001: The Middle-earth Album, un álbum casi enteramente acústico orientado hacia la música folk.
- 2002: Lex Rex, un centurión romano se encuentra con la figura de Jesucristo.
- 2004:
  - Live at NEARfest, grabación en directo del 29 de junio de 2003 en el NEARfest con una colaboración especial del guitarrista de Kansas, Rich Williams.
  - Lex Live, un DVD en directo que muestra una actuación de la banda el 22 de septiembre de 2003 en Chattanooga (Tennessee).
  - Shadowlands, único álbum no conceptual de la banda que presenta una versión del tema «Longer» de Dan Fogelberg.
- 2005: The Inconsolable Secret, doble disco conceptual acerca de un poema épico escrito por Babb.
- 2006: Live at Belmont, dos DVD del concierto de la banda en Nashville (Tennessee).
- 2007: Culture of Ascent, álbum de estudio con la colaboración de Jon Anderson.
- 2009: Three Cheers for the Broken-Hearted
- 2010: If
- 2011: Cor Cordium
- 2012: Perilous
- 2014: Ode to Echo
- 2015: The Breaking of the World
- 2016: Valkyrie
- 2018: Chronomonaut
- 2020: Dreaming City
- 2023: Arise